# بویواتس
بویواتس (به صربی: Boljevac) یک شهرستان در صربستان است که در ناحیه زایچار واقع شده‌است. بویواتس ۲۶۳ متر بالاتر از سطح دریا واقع شده‌است.